# Saint-Joseph-de-Rivière
Saint-Joseph-de-Rivière település Franciaországban, Isère megyében. Lakosainak száma 1243 fő (2022. január 1.). Saint-Joseph-de-Rivière Saint-Laurent-du-Pont, Saint-Pierre-de-Chartreuse, Miribel-les-Échelles, Saint-Aupre, Saint-Étienne-de-Crossey és La Sure en Chartreuse községekkel határos.

## Népesség
A település népessége az elmúlt években az alábbi módon változott:
| Lakosok száma | 533  | 723  | 800  | 1093 | 1199 | 1218 | 1219 | 1224 | 1237 | 1243 |
|               | 1968 | 1982 | 1990 | 2006 | 2013 | 2015 | 2017 | 2019 | 2020 | 2022 |